# 1536

## Esdeveniments
- Pelegrinatge de Gràcia
- Comença la conquesta de Xile per part de les tropes espanyoles de Diego de Almagro.[1]
- Fundació de Valparaíso.[2]
- S'estableix la Inquisició a Portugal.[3]

## Naixements
Països Catalans
Resta del món
- 31 de març - Japó: Ashikaga Yoshiteru, 29è shogun.

## Necrològiques
Països Catalans
Resta del món
- 7 de gener - castell de Kimbolton, Huntingdonshire (Hunts, Anglaterra): Caterina d'Aragó.[4]
- 19 de maig - Torre de Londres, Anglaterra: Anna Bolena, reina consort d'Anglaterra.[5]
- 12 de juliol - Basilea (Suïssa): Erasme de Rotterdam, filòsof, filòleg i teòleg neerlandès, creador del moviment humanista (n. 1466).[6]
- 6 de setembre - Vilvoorde, Flandes: William Tyndale, capellà i científic, traductor de la Bíblia a l'anglès (n. 1484).[7]
- 14 d'octubre - Niça (França): Garcilaso de la Vega, escriptor i militar espanyol, considerat un dels poetes més importants en llengua castellana
- 15 d'octubre - Llíria, Regne de València: Germana de Foix, segona esposa de Ferran el Catòlic i reina consort d'Aragó (n. 1488).[5]